# Sigrid Johansson
Sigrid Johansson (3 de octubre de 1915-5 de marzo de 2010) fue una deportista sueca que compitió en tiro con arco, en la modalidad de arco recurvo.
Ganó tres medallas en el Campeonato Mundial de Tiro con Arco al Aire Libre entre los años 1958 y 1967, y dos medallas en el Campeonato Europeo de Tiro con Arco al Aire Libre, en los años 1968 y 1972.

## Palmarés internacional
| Campeonato Mundial al Aire Libre | Campeonato Mundial al Aire Libre | Campeonato Mundial al Aire Libre | Campeonato Mundial al Aire Libre |
| Año                              | Lugar                            | Medalla                          | Prueba                           |
| -------------------------------- | -------------------------------- | -------------------------------- | -------------------------------- |
| 1958                             | Bruselas (Bélgica)               | Medalla de oro                   | Individual                       |
| 1959                             | Estocolmo (Suecia)               | Medalla de plata                 | Individual                       |
| 1967                             | Amersfoort (Países Bajos)        | Medalla de bronce                | Equipo                           |
| Campeonato Europeo al Aire Libre |                                  |                                  |                                  |
| Año                              | Lugar                            | Medalla                          | Prueba                           |
| 1968                             | Reutte (Austria)                 | Medalla de bronce                | Individual                       |
| 1972                             | Walferdingen (Luxemburgo)        | Medalla de bronce                | Equipo                           |